# BMW E3
La E3 è una famiglia di autovetture di lusso prodotta dalla casa automobilistica tedesca BMW tra il 1968 ed il 1977.

## Storia

### E3 e New Six
Si tratta della prima gamma di modelli BMW appartenente a quello che in seguito verrà identificato come segmento F, vale a dire quello costituito da berline di rappresentanza ricche negli allestimenti e con motori di punta tra quelli prodotti dalla casa madre durante la loro commercializzazione. Della gamma E3 fecero parte i modelli 2500 e 2800, nonché i modelli 3.0 S 3.0Si e 3.3, lanciati in un secondo momento.
Assieme alle coupé della famiglia E9, con le quali condividono parte del pianale e la meccanica, la gamma E3 andò a costituire una famiglia più grande, denominata New Six, poiché montavano entrambe una nuova generazione di propulsori a 6 cilindri.

### Genesi e debutto
La nascita di una nuova gamma di modelli che potesse sostituire la sfortunata 502, anch'essa un'ammiraglia ma dagli scarsi consensi commerciali, affonda le sue radici già nella metà degli anni '50 del secolo scorso, quando la casa dell'Elica si trovò ad affrontare la peggior crisi economica mai patita nella sua storia. Infatti, ben consapevole degli scarsi volumi di vendita che le berline 501 e 502 avrebbero raggiunto, cercò di buttarsi in un progetto nuovo, relativo ad una berlina dallo stile più moderno. Fu così che nel 1955 al Salone di Francoforte venne dapprima presentato il prototipo 505, stilisticamente e tecnicamente ancora troppo legato alla 502, per poi lanciarsi, l'anno seguente, nel nuovo progetto 504, relativo ad una nuova vettura dall'aspetto più moderno e slanciato e con nuovi motori, lunga circa 4,8 metri e con un passo di 2900 mm. Tale progetto, però, si arenò ben presto a causa degli eccessivi costi di sviluppo, insostenibile per un'azienda nelle condizioni della BMW, che in quel periodo si venne a trovare realmente ad un passo dal baratro. Venne però ripreso nel corso del 1957 per essere reindirizzato verso una berlina derivata dalla coupé 503, ma ricarrozzata e con passo maggiorato a 3 metri di lunghezza. Ma anche in questo caso il progetto 504 si arenò in breve tempo, non più tanto per una questione di costi, quanto per il fatto che la vettura risultante si sarebbe dimostrata superata sia sul piano tecnico che su quello stilistico.
Per alcuni altri anni non si parlò più di una berlina di rappresentanza, anche perché erano in fase avanzata di progettazione sia i modelli della Neue Klasse a 4 porte, sia le berline a 2 porte della Serie 02, entrambi finalmente destinati a grandi riscontri sul piano commerciale. Fu solo a metà degli anni '60 che l'idea di ributtarsi nel settore della berline di lusso riprese forza. Per non esagerare con gli investimenti, si decise di creare una gamma di motori a 6 cilindri derivata dalle unità a 4 cilindri in dotazione alle due gamme di modelli in quel momento in produzione. Il maggior frazionamento sarebbe stato uno dei segni distintivi della nuova gamma di ammiraglie in fase di sviluppo, rinunciando così all'idea tropo ambiziosa (almeno per quegli anni) di sviluppare un nuovo motore V8, troppo impegnativo economicamente, come invece si era ipotizzato per il progetto 504 del 1957. A dirigere lo sviluppo di questi motori fu ancora una volta l'ex-pilota Alexander von Falkenhausen, già in forza da diversi anni alla BMW come ingegnere e già responsabile dello sviluppo dei motori a 4 cilindri della Neue Klasse, ossia quegli stessi motori che faranno da base di partenza per i nuovi motori della futura gamma E3. Nel mese di aprile, venne presentato al consiglio di amministrazione il prototipo quasi definitivo della futura berlina bavarese, mentre la presentazione della vettura definitiva si ebbe nel mese di settembre dello stesso anno, con una gamma che al debutto era composta dai modelli 2500 e 2800.

### Design esterno ed interno

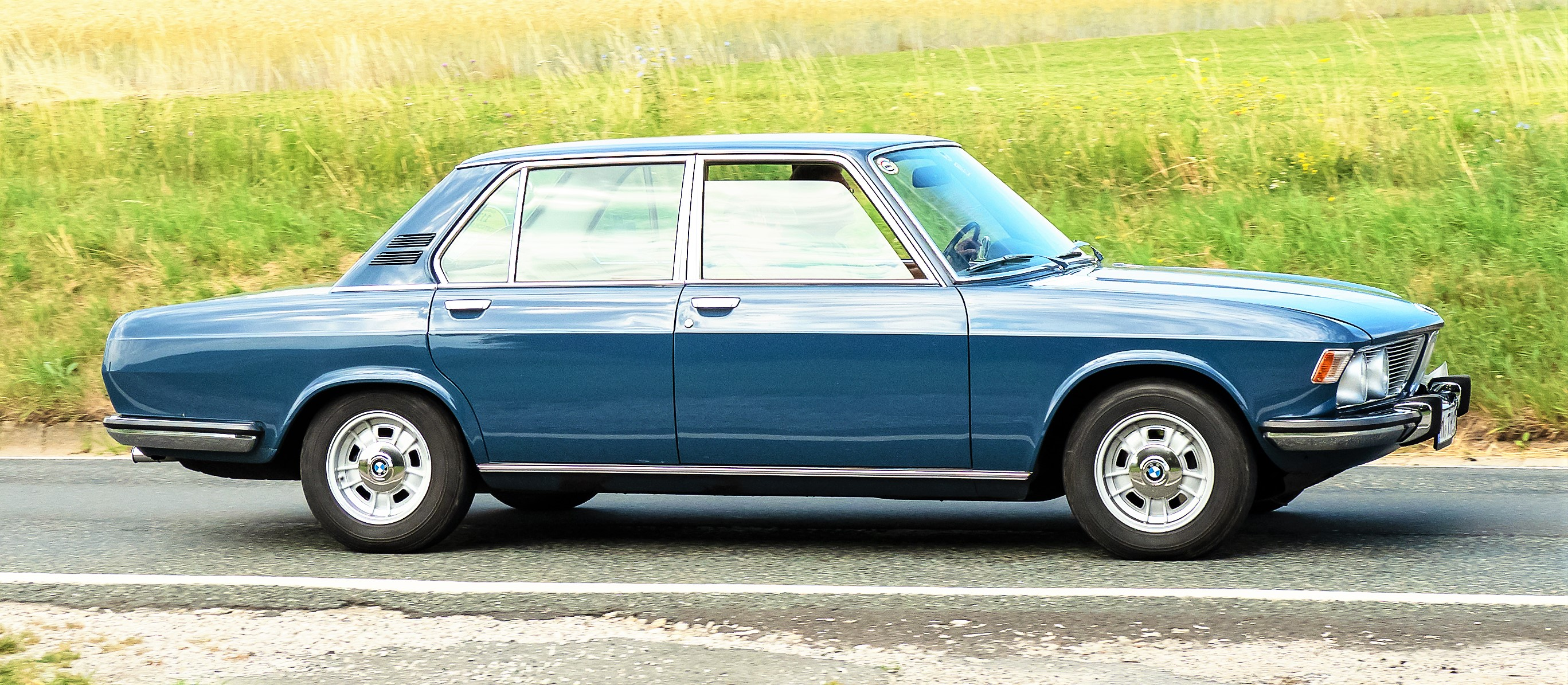
Vista laterale di una delle prime BMW della gamma E3

Sul piano stilistico, le berline della gamma E3 fecero tesoro delle azzeccate soluzioni stilistiche utilizzate per la gamma Neue Klasse, alla cui definizione lavorarono non solo i membri del centro stile interno diretti da Wilhelm Hofmeister, ma anche Giovanni Michelotti, ossia uno dei nomi di maggior spessore nel campo del design automobilistico degli anni '50 e '60. Nella gamma E3 tali soluzioni stilistiche vennero ulteriormente affinate, allo scopo di esaltarne l'eleganza, pur senza tradire il fortunato corso stilistico intrapreso dalla casa bavarese a partire dal 1961. E così, ecco che nella gamma E3 il frontale proteso in avanti divenne anche più sottile e dominato in primis da due coppie di proiettori circolari e molto sporgenti verso l'esterno, ma anche dalla calandra a doppio rene, qui ridisegnata e circondata da una sottile cornice in tinta con la carrozzeria. La stessa calandra a doppio rene, poi, andava a dividere in due parti la mascherina a listelli orizzontali cromati. I due indicatori di direzione rettangolari impreziosivano la vista del frontale. La linea leggermente spiovente del cofano motore proseguiva poi lungo la bassa linea di cintura, mentre una nervatura longitudinale partiva dalla battuta del cofano stesso per solcare tutta la fiancata e spegnersi sulla coda della vettura. La base del montante posteriore evidenziava la presenza di due piccole prese d'aria, ma soprattutto del cosiddetto "gomito di Hofmeister", destinato a diffondersi quasi universalmente sulle BMW prodotte nei successivi 50 anni, mentre la coda era dominata dai grossi gruppi ottici rettangolari e composti da elementi verticali e orizzontali. Gruppi ottici e targa erano racchiusi in una cornice cromata a tutta larghezza.
L'abitacolo offriva spazio adeguato per cinque persone e si presentava come sobrio ed elegante, ma anche moderno per gli standard dell'epoca. La selleria era in tessuto con cuciture verticali sullo schienale e longitudinali sulla seduta. Il posto guida era dominato dal volante a tre razze e da un cruscotto assai completo e comprendente, oltre al tachimetro e al contagiri, anche il termometro dell'acqua, l'indicatore di carburante e numerose altre spie di servizio. Il bagagliaio era piuttosto generoso, specie per l'epoca, con i suoi 650 litri di capacità.

### Struttura, meccanica e motori

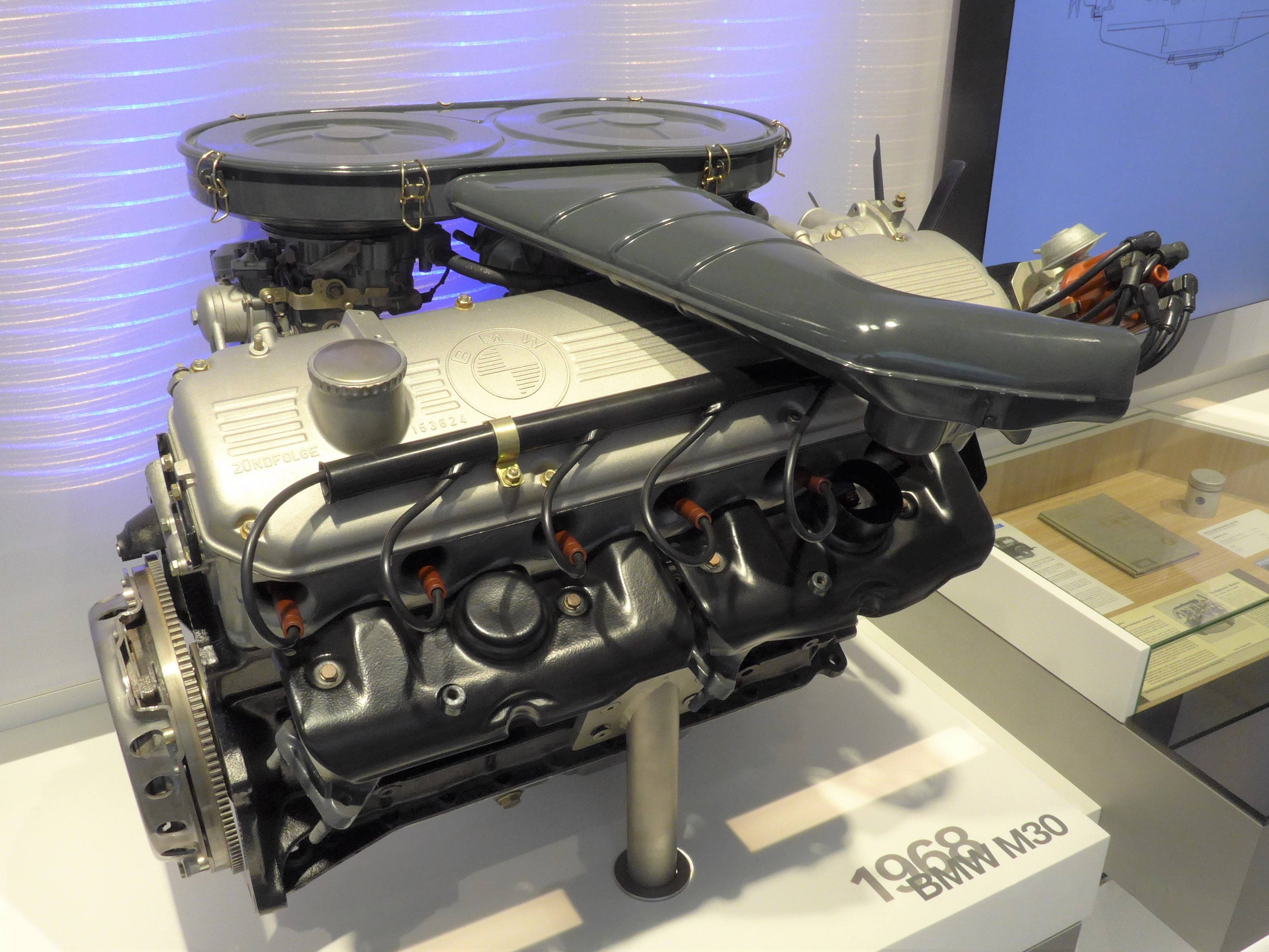
Il motore M30 fu la base fondamentale della gamma motoristica della E3

L'impostazione meccanica della gamma E3 rimase quella tradizionale a motore anteriore longitudinale e a trazione posteriore, uno schema meccanico che rimarrà immutato anche in gran parte della produzione BMW anche nei decenni a venire. La struttura era del tipo a scocca portante, mentre la meccanica telaistica adottava in parte alcune soluzioni presenti nella Neue Klasse e in parte ne proponeva di nuove. Tra le riconferme troviamo la meccanica sospensiva a ruote indipendenti sia davanti che dietro, con schema MacPherson all'avantreno e triangoli obliqui al retrotreno. Tali schemi differivano però negli angoli e nelle geometrie, sensibilmente ritarate. L'impianto frenante riconfermò i freni a disco anteriori ma portò al debutto i dischi anche sull'asse posteriore. Un'altra significativa novità fu rappresentata dallo sterzo a circolazione di sfere.
Si è già parlato dei motori a 6 cilindri che equipaggiavano la gamma E3. Nel caso delle versioni presenti al debutto, essi furono disponibili solo in due varianti di cilindrata:
- 2500: motore M30B25 da 2494 cm3 alimentato a carburatori e con potenza massima di 150 CV;
- 2800: motore M30B28 da 2788 cm3, anch'esso alimentato a carburatori e con potenza massima di 170 CV.

Il cambio era di tipo manuale a 4 marce, ma a richiesta era possibile avere un automatico a 3 rapporti. La 2800 poteva disporre anche di un differenziale autobloccante e di un sistema per la regolazione dell'altezza delle sospensioni.

## Evoluzione

### La gamma europea
Nel 1969, basandosi sulla 2800, Bertone realizzò la concept car "Spicup". Presentata al salone automobilistico di Ginevra, traeva il nome dalla combinazione del nome Spider con il termine Coupé, in quanto la vettura era dotata di un tettuccio composto da due pannelli scorrevoli a comando elettrico. Il design sportivo era ispirato a quello della Alfa Romeo Montreal.
La gamma rimase invariata fino al maggio del 1971, quando vennero apportati alcuni leggeri aggiornamenti, come la mascherina anteriore nera anziché cromata, l'eliminazione delle piccole prese d'aria sul montante posteriore, un nuovo profilo cromato sulla fiancata e i fari posteriori dalla nuova grafica. Per quanto riguarda la gamma motori, la 2500 e la 2800 vennero affiancate dalle 3.0 S e 3.0 Si. Entrambe furono equipaggiate con motori a 6 cilindri della medesima famiglia di quelli fino a quel momento proposti, ma con cilindrata maggiorata a 2985 cm³. Mentre la 3.0 S manteneva l'alimentazione a carburatori, la 3.0 Si aveva un nuovo impianto di iniezione elettronica bosch D-jetronic. I due valori di potenza massima furono rispettivamente di 180 e 200 CV.

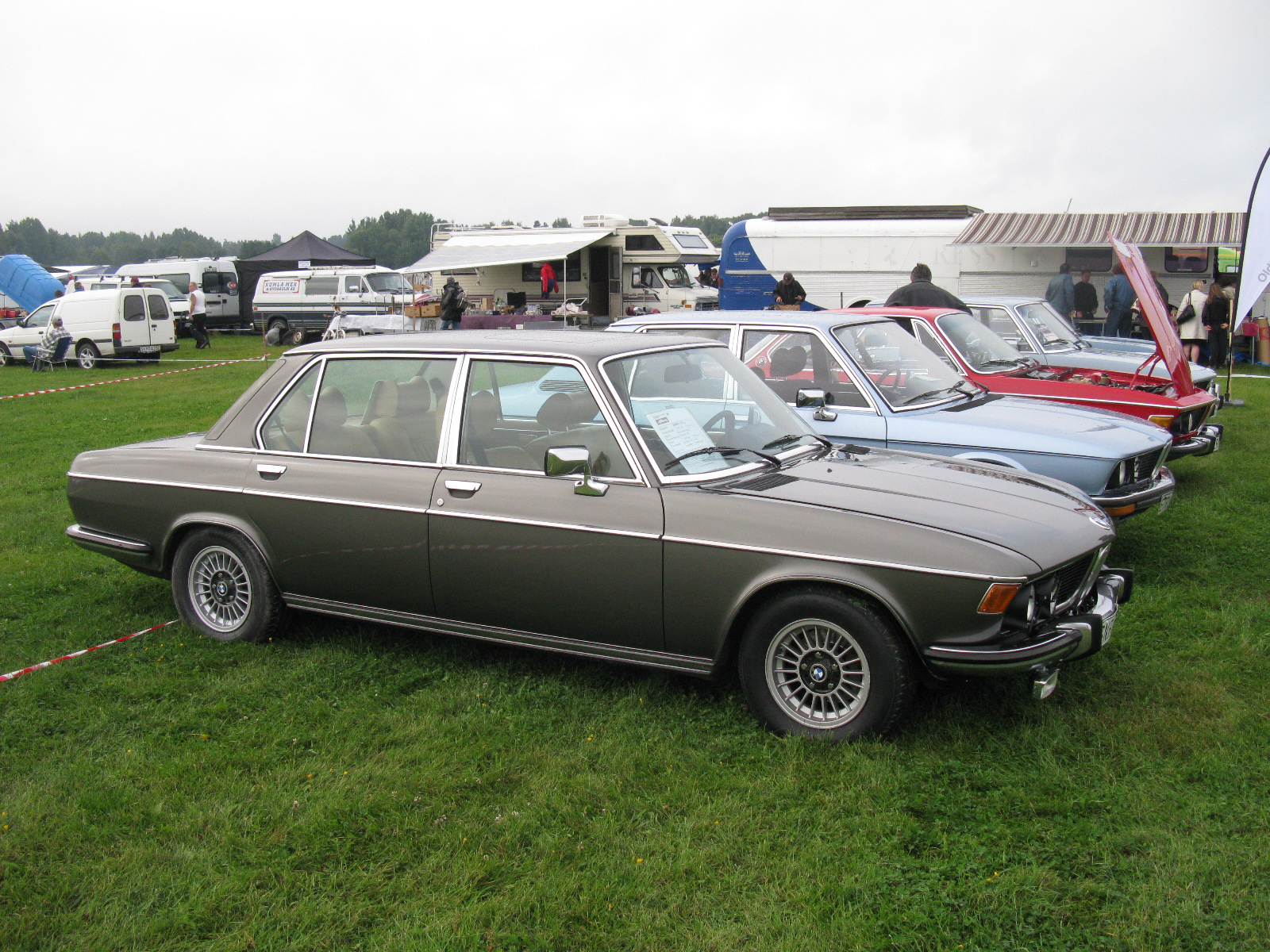
Una 3.3 Li, versione di punta della gamma E3

Nel 1973 venne presentata la versione "top di gamma" 3.3 L, con passo allungato di 10 cm, cambio automatico o manuale a 4 marce a richiesta, tetto elettrico, dotazione arricchita (aria condizionata) e motore (a carburatori) portato a 3295 cm³ con potenza massima salita a 190 CV. La produzione vera e propria di questa versione, però, non avrebbe avuto inizio che nel marzo 1974. Alla fine dello stesso anno vi furono alcuni ritocchi agli interni (consolle centrale, volante e rivestimenti) per tutte le versioni, mentre vennero lanciate tre nuove varianti a passo lungo: la 2.8 L, la 3.0 L e la 3.3 Li: per le prime due versioni vennero mantenuti gli stessi motori delle versioni a passo normale, rispettivamente delle potenze di 170 e 180, mentre per la 3.3 Li venne montato un motore dalla cilindrata ridotta a 3210 cm3 e della potenza di 197 CV, ottenuta mediante il nuovo sistema di iniezione elettronica Bosch L-Jetronic.
Nel 1975 anche la 3.0 Si adottò l'iniezione elettronica Bosch L-Jetronic in luogo della precedente D-Jetronic, con perdita di 5 cavalli e prestazioni leggermente inferiori. Fu l'ultimo aggiornamento significativo alla gamma E3: nel febbraio 1977 l'intera gamma uscì di listino, rimpiazzata dalla prima generazione della Serie 7.

### La gammaE3negli USA

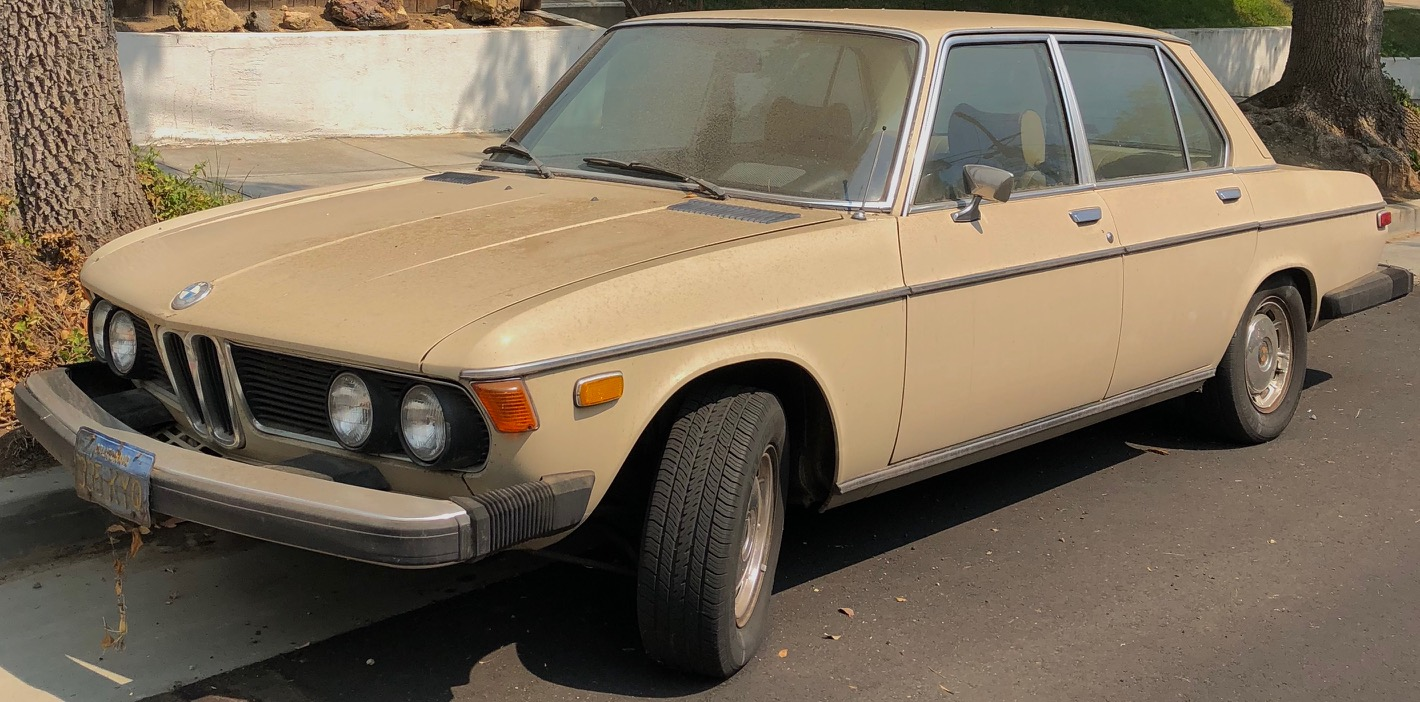
Una E3 Bavaria

Prima del 1974, quando entrarono in vigore nuove normative che imponevano l'adozione di paraurti in grado di assorbire urti fino a 8 km/h e di efficaci dispositivi antinquinamento, le E3 vendute sul mercato USA, altro non erano che delle 2500 e 2800 equipaggiate con tutto ciò che in Europa era optional (interno in pelle, cambio automatico, sospensioni auto-livellanti, aria condizionata).
Per aumentare le vendite venne affiancata la versione denominata Bavaria, con allestimento e accessori ridotti.
Dal '74, invece, la Casa di Monaco, come tutti i costruttori, realizzò una versione specifica per il mercato Usa dotata di paraurti ad assorbimento, motore a iniezione con dispositivi antinquinamento (reattore termico) ed equipaggiamento ricco: la 3.0 Si. Per rispettare le norme il motore erogava solo 176cv e non venne mai prodotta, per questa particolare versione ad iniezione, la versione Bavaria.

## Le versioni Alpina[17]
Per la gamma E3, in particolare per alcune motorizzazioni, erano previsti kit di elaborazione motoristica realizzati dalla Alpina, azienda nata all'inizio degli anni '60 e da sempre legata alla casa dell'Elica per la quale ha realizzato appunto kit di elaborazione sia per uso stradale che da competizione, per poi produrre e commercializzare versioni particolarmente ricche di modelli BMW già esistenti, ma commercializzati con il marchio di Buchloe.
In genere questi kit predisposti per la gamma E3 (ma anche per le coupé della gamma E9, sebbene in quest'ultimo caso fossero più numerosi) prevedevano l'utilizzo di assi a camme più spinti, di testate a singola camera di combustione emisferica (le testate di serie erano a tripla camera emisferica), l'innalzamento del rapporto di compressione, l'adozione di pistoni alleggeriti e di carburatori doppio corpo più performanti. Per la E3 vennero previsti tre kit di elaborazione:
- B1: kit previsto per il motore da 2,8 litri, in grado così di passare da 170 a 200 CV di potenza massima. Comprende fra l'altro l'utilizzo di due carburatori doppio corpo Solex 40/45 DDH, mentre il rapporto di compressione venne innalzato da 9:1 a 10,8:1[18];
- B2: kit previsto per il motore da 3 litri a carburatore e comprendente l'adozione degli stessi carburatori Solex di cui sopra, mentre l'innalzamento del rapporto di compressione fu più contenuto (da 9,5:1 a 10:1), ma la potenza massima salì comunque da 180 a 230 CV[18];
- B3: kit previsto per il motore da 3 litri ad iniezione (stavolta con iniezione Kugelfischer e rapporto di compressione passato da 9,5:1 a 10,5:1), con potenza massima che sale da 200 a 250 CV[18].